# Kläggeröd

Kläggeröd är en by med cirka 20 hushåll i norra delen av Skurups kommun, Skåne län.
Byn är belägen 11 km norr om Skurup och 7 km söder om Veberöd och ligger precis på gränsen mellan Skurups, Lunds och Sjöbo kommun.
Byn innehåller Romeleåsens högsta punkt, 186 m, där betraktaren har en strålande utsikt mot havet och Abbekås i söder, Hörby i norr och Öresundsbron i väster. Följande medeltemperatur (1961-90) för högstapunkten är interpolerad via SMHI PTHBV:
| Månad                | Jan  | Feb  | Mar | Apr | Maj | Jun  | Jul  | Aug  | Sep  | Okt | Nov | Dec | Hela året |
| -------------------- | ---- | ---- | --- | --- | --- | ---- | ---- | ---- | ---- | --- | --- | --- | --------- |
| Medeltemperatur (°C) | -1,6 | -1,7 | 0,6 | 4,6 | 9,8 | 13,8 | 15,3 | 15,1 | 11,9 | 8,1 | 3,6 | 0,1 | 6,6       |

Omgivningarna består av jordbruksmark, betesmark och naturreservat som innehåller gamla fäladsmarker och blandad skog. Trakten är mycket fågelrik med stor förekomst av bland annat glador.
Romeleåsens golfbana ligger cirka 2 km från byn och är en golfbana som ligger inbäddad i den gamla fäladsmarken.